# Impromptu Op. 51. (Chopin)
Az Impromptu Op. 51. [teljes megjelölése: Gesz-dúr Impromptu No. 3. (Op. 51.)] Fryderyk Chopin zongorára írt impromptu jellegű, 1842-ben alkotott és 1843 februárjában kiadott műve.

## Jellemzés
A darab hangneme Gesz-dúr és a ritmusa 12/8-ad, illetve a középső részben C és 4/4-ed. A tempója „Allegro vivace”, vagyis élénk gyorsasággal adandó elő. A középső részben azonban ez is módosul, mert „tranquillo e sostenuto”, tehát nyugodt és visszatartott módon kell játszani. (A mű kéziratában a „Tempo giusto” utasítás szerepel, ez határozott, kimért időmértékben való előadást jelent. Az idézett cikkben Chopin kézirata is szerepel.) A középső részre vonatkozó további szerzői utasítás volt a basszusjátékkal kapcsolatos „la melodia del basso sempre marcato ma dolce ed espressivo” előírás, ami hangsúlyos, de édes és kifejező játékot jelent.
A darab hossza kb. 5 perc. Ez volt Chopin negyedik impromptuja, de harmadikként adták ki, ezért szerepel a hármas szám a megjelölésében.

## Ajánlás
A művet gróf Eszterházyné Batthyány Johanna magyar hárfásnak ajánlotta Chopin. Megismerkedésük abból az alkalomból történhetett, hogy ebben az időben Eszterházy Chopin egyik kedves tanítványának, Carl Filtschnek volt a pártfogója Párizsban.

## Külső hivatkozások
- Impromptu Op.51 (Chopin, Frederic).. International Music Score Library Project. (Hozzáférés: 2019. június 29.)
- Kézirat a Kongresszusi Könyvtár (USA) oldalán. Library of Congress. (Hozzáférés: 2023. február 6.)

## Fordítás
- Ez a szócikk részben vagy egészben  az   Impromptu op. 51 (Chopin) című lengyel Wikipédia-szócikk ezen változatának fordításán alapul.  Az eredeti cikk szerkesztőit annak laptörténete sorolja fel. Ez a jelzés csupán a megfogalmazás eredetét és a szerzői jogokat jelzi, nem szolgál a cikkben szereplő információk forrásmegjelöléseként.